# Очаковский, Сергей Сергеевич
Сергей Сергеевич Очаковский (при рождении Зусь Зе́льманович Оча́ковский; 1924—1984) — участник Великой Отечественной войны, полный кавалер ордена Славы. Старшина.

## Биография
Родился 7 марта 1924 года в городе Одесса (Украина) в семье рабочего Зельмана Мошковича Очаковского (1896—1941), уроженца Бендер, и домохозяйки Хавы Дувидовны Фишер (1901—1941), проживающих на Привозной площади, дом № 20. Еврей (по документам — сначала еврей, позже — русский). Окончил 4 класса. Член ВКП(б)/КПСС с августа 1944 года. Работал учеником слесаря на заводе.
В Красной Армии и на фронте в Великую Отечественную войну с июня 1941 года. Войну встретил на реке Прут. Участвовал в защите Одессы. В августе 1941 года был тяжело ранен и эвакуирован в тыл. Проходил лечение в городе Пермь. После выздоровления окончил курсы минёров и в сентябре 1943 года направлен в 202-й отдельный сапёрный батальон 165-й стрелковой дивизии. Воевал на 2-м Прибалтийском фронте. Участвовал в боях в районе Старой Руссы (Новгородская область) и Новосокольников (Псковская область). В марте 1944 года дивизия была переброшена на 1-й Белорусский фронт и вела бои в районе города Ковель (Волынская область, Украина).
7 апреля 1944 года перед началом наступления советских войск ефрейтор Очаковский под огнём противника сделал для пропуска стрелковых подразделений проход в минном поле, обезвредив 20 противотанковых мин. К этому времени на личном счету Очаковского было около 600 снятых и установленных противотанковых и 1200 противопехотных мин.
Приказом командира 165-й стрелковой дивизии от 18 апреля 1944 года за мужество, проявленное в боях с врагом, ефрейтор Очаковский Сергей Сергеевич награждён орденом Славы 3-й степени.
Вновь отличился в ходе Люблин-Брестской операции. В ночь на 17 июля 1944 года командир отделения того же сапёрного батальона сержант Очаковский с бойцами у населённого пункта Парадубы (17 километров северо-западнее города Ковель) под огнём противника сделал три прохода в проволочных заграждениях и минных полях для атакующих стрелковых подразделений. Всё время находился впереди пехоты.
20 июля Очаковский обеспечил форсирование реки Западный Буг и переход государственной границы.
Приказом по 47-й армии от 13 августа 1944 года сержант Очаковский Сергей Сергеевич награждён орденом Славы 2-й степени.
В ночь на 10 октября 1944 года во время ликвидации плацдарма противника на восточном берегу реки Висла в районе населённого пункта Непорент (6 километров восточнее города Легьоново, Польша) сержант Очаковский вместе с бойцом отделения сделал два прохода в минных полях и проволочных заграждениях противника. Провёл пехоту по проделанным проходам. Когда перед позициями врага были обнаружен ещё один заминированный участок, несмотря на светлое время суток, под прикрытием огня лично обезвредил 18 мин. Стрелковая рота без потерь ворвалась в траншею гитлеровцев и начала их преследование.
Указом Президиума Верховного Совета СССР от 24 марта 1945 года за мужество, отвагу и героизм, проявленные в борьбе с немецко-фашистскими захватчиками, сержант Очаковский Сергей Сергеевич награждён орденом Славы 1-й степени.
В дальнейшем С. С. Очаковский в составе войск 2-го Белорусского фронта участвовал в Висло-Одерской, Восточно-Померанской и Берлинской операциях. В апреле 1945 года за наведение моста под огнём врага награждён орденом Красной Звезды.
Демобилизован в 1947 году. Старшина в отставке. Жил в Одессе. Работал заведующим магазином на железнодорожной станции Одесса. Умер 12 июня 1984 года. Похоронен на 2-м Христианском кладбище в Одессе.

## Семья
Отец погиб на фронте при форсировании Днестра, похоронен в братской могиле; мать погибла при бомбёжке Одессы. Младший брат — Нухим (Наум) Зельманович Очаковский, был танкистом, погиб на фронте. Сёстры Роза и Рая эмигрировали в США в 1970-е годы.
Жена — Валентина Васильевна Очаковская; дочь Светлана Белан.

## Награды
- Орден Славы 1 степени (24 марта 1945);[5]
- Орден Славы 2 степени (13 августа 1944—№ 4817);[6]
- Орден Славы 3 степени (18 апреля 1944);[7]
- Орден Красной Звезды (27 апреля 1945);[8]
- Так же ряд медалей.